# Niphodidactis cyclometra
Niphodidactis cyclometra är en fjärilsart som beskrevs av Edward Meyrick 1938. Niphodidactis cyclometra ingår i släktet Niphodidactis och familjen Plutellidae. Inga underarter finns listade i Catalogue of Life.